# Natura 2000-område nr. 181 Oreby Skov
Natura 2000-område nr. 181 Oreby Skov  er et Natura 2000-område der består af habitatområderne H180 og har et areal på    30 hektar. Området ligger på sydkysten  af den langstrakte randmoræne Knudshoved Odde og er  præget af kystskrænter med lavere partier imellem. Områdets kystnære placering betyder at det er yderst
vindpåvirket, hvilket har givet området karakter af morbund og med partier af forholdsvis lysåben skov.
Natura 2000-området ligger   i Vandområdedistrikt II Sjælland  i vandplanomåde  2.5 Smålandsfarvandet.  i Vordingborg kommune.

## Eremitten
Oreby Skov er udpeget til Natura 2000-område  fordi det er levested for den sjældne billeart eremit, der kun findes på få lokaliteter i Sydøstdanmark. Eremit er en prioriteret art i EU, hvilket betyder, at Danmark har et særligt ansvar for at beskytte den. Billen er tilknyttet gammel løvskov indeholdende store, fritstående solbeskinnede træer med hulheder. Det vurderes i basisanalysen for Natura 2000-planen  at den har en stabil tilstedeværelse i området, men at det  trues af manglende egnede værtstræer i umiddelbar nærhed af eksisterende værtstræer samt få fremtidige værtstræer.